# Paper Trail
Paper Trail es el sexto álbum de estudio del rapero estadounidense T.I., lanzado el 30 de septiembre de 2008.

## Información
El álbum debía ser lanzado el 12 de agosto de 2008, luego fue pospuesto al 2 de septiembre y más adelante al 9 de septiembre, pero finalmente salió el 30 de septiembre de 2008. T.I. ha estado trabajando en su nuevo álbum de estudio mientras estaba bajo arresto domiciliario por tenencia de armas. El título del álbum, Paper trail, proviene de la decisión de T.I. de escribir las canciones en papel para este álbum. De acuerdo a su representante, es la primera vez que T.I. escribe las letras en papel desde su álbum de debut I'm serious.
El 5 de agosto de 2008, T.I. confirmó que Rihanna, Justin Timberlake, Usher, Fall Out Boy y John Legend colaborarían en el álbum. Otros artistas invitados fueron B.o.B., Kanye West, Jay-Z, Lil Wayne, Swizz Beatz y The-Dream. Los productores fueron DJ Toomp, Drumma Boy, Just Blaze, Scott Storch, Danja, J. R. Rotem, Jim Jonsin, Kanye West y Swizz Beatz.

## Canciones
El primer sencillo de Paper trail fue "No matter what", que fue posteado el 29 de abril en la web de StreetCred.com como sencillo promocional. Luego salió a la venta en línea el 6 de mayo de 2008 y más tarde su vídeo estrenado en MTV's FN Premieres el 27 de junio.
El 19 de agosto de 2008, la tienda iTunes lanzó el sencillo "Whatever you like" para comenzar "la cuenta regresiva de Paper Trail". Más tarde salieron el vídeo de "Whatever you like", de "Swing ya rag" y de "What's up, what's haapnin'"

## Listado de canciones

### Edición Internacional
|                       | Título                                              | Escritura | Producción                  | Duración |
| --------------------- | --------------------------------------------------- | --- | --------------------------- | -------- |
| EDICIÓN INTERNACIONAL |                                                     | |                             |          |
| Estados Unidos        |                                                     | |                             |          |
| 1                     | "56 Bars (Intro)"                                   | Clifford Harris; Aldrin Davis | DJ Toomp                    | 03:02    |
| 2                     | "I'm Illy"                                          | Clifford Harris; C. Spencer | Chuck Diesel                | 04:06    |
| 3                     | "Ready for whatever"                                | Clifford Harris; Christopher Gholson | Drumma Boy                  | 05:12    |
| 4                     | "On top of the world"* Con Ludacris y B.o.B         | Clifford Harris; Christopher Bridges; B. Rackley; J. Rosser; Kanye West; B. Simmons, Jr.                                                             | Nard & B                    | 05:00    |
| 5                     | "Live your life"* Con Rihanna                       | Clifford Harris; Justin Smith; Balan DanMihai; Makeba                                                                                                | Canei; Just Blaze           | 05:38    |
| 6                     | "Whatever you like"                                 | Clifford Harris; James Scheffer; D. Siegel | Jim Jonsin                  | 04:09    |
| 7                     | "No matter what"                                    | Clifford Harris; Nate Hills | Danja                       | 05:15    |
| 8                     | "My life your entertainment"* Con Usher             | Clifford Harris; Christopher Gholson; K.V. Washington                                                                                                | Drumma Boy                  | 04:56    |
| 9                     | "Porn star"                                         | Clifford Harris; C. Quinn; K.V. Washington | Lil C                       | 03:31    |
| 10                    | "Swing ya rag"* Con Swizz Beatz                     | Clifford Harris; Kasseem Dean; J. Alexander; A. Chambliss                                                                                            | Swizz Beatz                 | 03:18    |
| 11                    | "What up, what's haapnin'"                          | Clifford Harris; Christopher Gholson; H. Mason | Drumma Boy                  | 05:01    |
| 12                    | "Every chance I get"                                | Clifford Harris; Aldrin Davis | DJ Toomp                    | 04:49    |
| 13                    | "Swagga like us"* Con Jay-Z, Kanye West y Lil Wayne | Clifford Harris; Mathangi Arulpragasam; Dwayne Carter, Jr.; Shawn Carter; Mick Jones; John Mellor; N. Neadon; Wesley Pentz; Paul Simonon; Kanye West | Kanye West                  | 05:27    |
| 14                    | "Slide show"* Con John Legend                       | Clifford Harris; Elvis Williams; B. Simmons, Jr. | Blac Elvis                  | 03:42    |
| 15                    | "You ain't missin' nothing"                         | Clifford Harris; Christopher Gholson | Drumma Boy                  | 05:10    |
| 16                    | "Dead and gone"* Con Justin Timberlake              | Clifford Harris; Rob Radross; Justin Timberlake | Rob Knox; Justin Timberlake | 07:31    |

## Rendimiento en las listas musicales de álbumes

### América
En Norteamérica, Paper trail tuvo un gran éxito, particularmente en los Estados Unidos. Allí se convirtió en el tercer álbum núm. 1 consecutivo de T.I. en el Billboard 200. El rapero registró la semana del 9 de octubre de 2008 el más grande nivel de ventas conseguido por Grand Hustle/Atlantic, luego de que Paper trail vendiera 568.000 unidades según Nielsen SoundScan, el cual también es el tercer registro de ventas en una semana más grande de 2008. El álbum fue certificado Triple disco de platino por la RIAA. Vendiendo 3.1 millones de copias en Estados Unidos, siendo uno de los mejores álbumes de Rap Del 2008. Anteriormente T.I. lideró la lista musical con King en el 2006 y T.I. vs T.I.P. en el 2007.

## Listas musicales de álbumes
| América        |                 |    |
| Canadá         | Canadian Albums | 2  |
| Estados Unidos | Billboard 200   | 1  |
| Europa         |                 |    |
| Francia        | Top 200 Albums  | 51 |
| Irlanda        | Top 50 Albums   | 34 |
| Noruega        | Top 40 Albums   | 34 |
| Países Bajos   | Top 100 Albums  | 60 |
| Reino Unido    | Top 75 Albums   | 42 |
| Suiza          | Top 100 Albums  | 46 |
| Oceanía        |                 |    |
| Australia      | Top 50 Albums   | 17 |
| Nueva Zelanda  | Top 40 Albums   | 9  |